# Валь-ді-Ніцца
Валь-ді-Ніцца (італ. Val di Nizza) — муніципалітет в Італії, у регіоні Ломбардія, провінція Павія.
Валь-ді-Ніцца розташований на відстані близько 430 км на північний захід від Рима, 65 км на південь від Мілана, 34 км на південь від Павії.
Населення — 642 особи (2014).

## Демографія
Населення за роками:

Станом на 1 січня 2023 року в муніципалітеті офіційно проживало 46 іноземців з 14 країн, серед них 18 громадян країн Євросоюзу та 13 громадян України.

## Сусідні муніципалітети
- Фортунаго
- Монтезегале
- Понте-Ніцца
- Руїно
- Вальверде
- Варці